# Osbäcken, Västergötland
Osbäcken är en sjö i Borås kommun i Västergötland och ingår i Rolfsåns huvudavrinningsområde. Sjön är 8,1 meter djup och har en yta på 0,0178 kvadratkilometer.